# Eduard Romanjuta
Eduard Eduardovič Romanjuta (in ucraino Едуард Едуардович Романюта?; Ternopil', 23 ottobre 1992) è un cantante e flautista ucraino, rappresentante della Moldavia all'Eurovision Song Contest 2015.

## Biografia
Eduard Romanjuta è nato a Ternopil' in Ucraina occidentale il 23 ottobre 1992. All'età di cinque anni si è esibito davanti al Presidente ucraino Leonid Kučma. Tra il 1999 e il 2002 ha preso ininterrottamente parte alla celebrazione annuale per inaugurare il nuovo anno nella città di Kiev con la partecipazione del Presidente ucraino. Successivamente è risultato vincitore di alcuni concorsi musicali italiani, bulgari e ucraini.
Nel 2011 ha tentato l'accesso all'Eurovision Song Contest per rappresentare il paese nativo con il brano Berega, ma si piazzerà solo settimo. L'anno dopo ha pubblicato il suo primo singolo dal titolo "I'll never let go" con le etichette Cosmos Music Group, Famous music e 19 songs, diventando uno dei finalisti per partecipare all'Eurovision Song Contest. Non riuscirà a qualificarsi, ma vincerà comunque i premi "Miglior canzone in lingua straniera" e "Video dell'anno" ai OE Music Awards. Dopo aver diffuso altre tre tracce, nel 2013 ha inciso Get real with my heart per partecipare alle selezioni ucraine dell'Eurovision di quell'anno; piazzandosi terzo su venti. Nello stesso anno ha accompagnato le t.A.T.u. in un concerto organizzato a Kiev.
Il 17 gennaio 2015 ha preso parte alle audizioni del "O Melodie Pentru Europa 2015", vincendo il concorso con 84 punti assegnati dalla giuria e oltre 13.000 voti del pubblico. Grazie a questa vittoria, rappresenterà la Moldavia ai Eurovision Song Contest con il brano I Want Your Love, che però non si è poi qualificato per la finale.

## Discografia

### Album in studio
- 2003 - Colours Of The Native Land
- 2013 - Conspiracy

### Singoli
- 2015 - I Want Your Love